# Parnassia longipetala
Parnassia longipetala är en benvedsväxtart som beskrevs av Hand.-mazz. Parnassia longipetala ingår i släktet Parnassia och familjen Celastraceae.

## Underarter
Arten delas in i följande underarter:
- P. l. alba
- P. l. brevipetala
- P. l. striata